# Gare de Saint-Eulien
La gare de Saint-Eulien  est une gare ferroviaire française (fermée) de la ligne de Blesme - Haussignémont à Chaumont, située sur la commune de Saint-Eulien dans le département de la Marne en région Champagne-Ardenne.
C'est une gare fermée.

## Situation ferroviaire
Établie à 109 m d'altitude, la gare de Saint-Eulien est située au point kilométrique (PK) 227,168 de la ligne de Blesme - Haussignémont à Chaumont, entre les gares de Vouillers (fermée) et de Villiers-en-Lieu (fermée). La gare ouverte la plus proche est Saint-Dizier.

## Histoire
À partir de 1915, la gare de ̈Saint-Eulien est identifiée comme un dépôt d'artillerie lourde sur voie ferrée (ALVF). À partir de mars 1923, en complément de Mailly où se trouve la portion principale, la gare de Saint-Eulien est la garnison du 372e régiment d'artillerie lourde sur voie ferrée (372e RALVF). En 1938, les différents groupes sont répartis sur le théâtre présumé des opérations, dans le cadre de la mobilisation due à la crise des Sudètes. La gare sert de lieu de stockage et de maintenance des matériels de l'ALVF dans le triage aujourd'hui détruit au nord de la voie ferrée, appelé « camp d'artillerie ». Pendant la « drôle de guerre » un parc annexe est créé pour soutenir l'ALVF sur l'ensemble du front. Il est mis en œuvre par la 410e Compagnie d’Ouvriers de Parc mobilisé par le dépôt du 6e BOA  (Bataillon d’Ouvriers d’Artillerie). L'armistice oblige l'armée française à remettre tous ses matériels lours à l'occupant. Le dépôt est donc évacué. 

## Service des voyageurs
La gare est aujourd'hui fermée.